# Mercedes CLC Dream Test Drive
Mercedes CLC Dream Test Drive es un simulador de carreras gratuito de Mercedes-Benz desarrollado por Team6 Game Studios para Microsoft Windows en 2008 diseñado para mostrar el Mercedes-Benz CLC 350.

## Jugabilidad
El Mercedes-Benz CLC 350 es el único automóvil que se puede conducir por cuatro pistas, dos de día y dos de noche, compitiendo con conductores que están al volante del mismo automóvil.
El auto no sufre daños de carrocería y mecánica.